# Other Voices
Other Voices je studiové album americké rockové skupiny The Doors, vydané roku 1971
Nahrávání alba začalo během Morrisonovy dovolené ve Francii. Tři zbývající členové skupiny album vydali v říjnu tři měsíce po Morrisonově smrti. Klávesák Ray Manzarek a kytarista Robby Krieger vzali po Morrisonovi místo jako zpěváci. Na CD album vyšlo až 23. října 2006 pod značkou Timeless Holland; spolu s albem Full Circle.

## Seznam skladeb
Všechno napsali Robby Krieger, John Densmore a Ray Manzarek
1. "In the Eye of the Sun" – 4:48
2. "Variety Is the Spice of Life" – 2:50
3. "Ships with Sails" – 7:38
4. "Tightrope Ride" – 4:15
5. "Down on the Farm" – 4:15
6. "I'm Horny, I'm Stoned" – 3:55
7. "Wandering Musician" – 6:25
8. "Hang On to Your Life" – 5:36

## Sestava
The Doors
- John Densmore – bicí
- Robby Krieger – kytara, zpěv
- Ray Manzarek – klávesy, zpěv, basová linka na klávesy

Další muzikanti
- Jack Conrad – baskytara ve skladbách "In the Eye of the Sun", "Variety Is the Spice of Life" a "Tightrope Ride"
- Jerry Scheff – baskytara ve skladbě "Down On The Farm", "I'm Horny, I'm Stoned" and "Wandering Musician"
- Wolfgang Melz – baskytara ve skladbě "Hang on to Your Life"
- Ray Neapolitan – baskytara ve skladbě "Ships w/ Sails"
- Willie Ruff – akustická baskytara ve skladbě "Ships w/ Sails"
- Francisco Aguabella – perkuse ve skladbách "Ships w/ Sails" a "Hang on to Your Life"
- Emil Richards – marimba, kickshaws and whimwhams on "Down on the Farm"